# وادي الدرب (أسلم)

تعديل مصدري - تعديل

وادي الدرب هي إحدى قرى عزلة أسلم الوسط بمديرية أسلم التابعة لمحافظة حجة، بلغ تعداد سكانها 85 نسمة حسب تعداد اليمن لعام 2004.